# Фріц Газе
Фріц Газе (нім. Fritz Haase; 3 березня 1877, Ротен — 8 грудня 1945, Берлін) — німецький військовий ветеринар, доктор ветеринарії, генерал-майор ветеринарної служби рейхсверу і вермахту.

## Біографія
Учасник Першої світової війни, ветеринарний консультант головнокомандування 4-ї османської армії, потім — головний ветеринар 3-ї морської дивізії. Після демобілізації армії залишений в рейхсвері. З 1921 року — головний ветеринар 5-го піхотного полку. З 1 жовтня 1930 року — головний ветеринарний офіцер кавалерійського училища в Ганновері. 31 грудня 1932 року звільнений.
1 липня 1938 року переданий в розпорядження вермахту. З 1939 року — головний ветеринарний офіцер училища їзди і транспорту в Ганновері, потім служив в штабі вищого польового коменданта Варшави. 30 квітня 1944 року звільнений у відставку.

## Нагороди
- Орден Корони (Пруссія) 4-го класу з мечами (1906)
- Медаль «За кампанію в Південно-Західній Африці» в бронзі
- Залізний хрест 2-го і 1-го класу
- Орден Церінгенського лева, лицарський хрест 2-го класу з мечами і дубовим листям
- Нагрудний знак «За поранення» в чорному
- Орден Франца Йосифа, лицарський хрест з військовою відзнакою (Австро-Угорщина)
- Почесний хрест ветерана війни з мечами
- Хрест Воєнних заслуг 2-го і 1-го класу з мечами